# Nowlan Park
Nowlan Park è il principale stadio della Gaelic Athletic Association di Kilkenny, città capoluogo dell'omonima contea, situata nella provincia di Munster ed ospita le partite di Hurling della franchigia della contea. Prevede anche due tribune coperte dietro ogni porta e sebbene tuttora la capacità totale sia di circa 24000 posti ( di cui poco più di 17000 a sedere) è in fase di analisi un progetto per l'ampliamento dello stadio stesso fino a 40000 posti. Prende il nome da James Nowlan, il più duraturo presidente della G.A.A.
L'impianto è anche sfruttato per tenere concerti, persino di celebri star internazionali. A Nowlan Park hanno infatti suonato Andrea Bocelli, Rod Stewart, Bob Dylan e, più recentemente, Dolly Parton.